# Глибина переробки нафти
Глибина переработки нефти — величина, що показує відношення обсягу продуктів  переробки нафти до загального обсягу витраченої при переробці нафти. Вона розраховується за такою формулою:
Глибина переробки = (Обсяг переробки — Обсяг виробництва мазуту — Обсяг втрат і палива на власні потреби) / Обсяг переробки * 100 %
На старих нафтопереробних заводах пострадянського простору глибина переробки нафти залишається низькою — всього 63 %, у той час як у розвинених країнах вона сягає 90 %.
Так, у 2006 році глибина переробки в  США — 92 %. На території пострадянського простору глибина переробки нафти істотно менша — наприклад, у  Росії становила 71,3 %..